# Nordzuschlag – Sibirische Charaktere
Nordzuschlag – Sibirische Charaktere ist ein Dokumentarfilm des DEFA-Studios für Dokumentarfilme von Karlheinz Mund aus dem Jahr 1975.

## Handlung
Der Film ist der Bericht über eine mehrmonatige Reise in das westsibirische Erdölgebiet Tjumen. Im Mittelpunkt des Films stehen, neben den Bildern der weiten sibirischen Landschaft, Interviews mit den dort arbeitenden Menschen. Der Erste, der seine Geschichte erzählt, ist ein heutiger Chefgeologe, der im Alter von 22 Jahren von Aserbaidschan nach Westsibirien kommt, um Erdöl zu finden. Er erzählte begeistert von der Landschaft und den Menschen, die er hier kennenlernt. Man muss sich natürlich an alles gewöhnen, denn im Winter herrschen Temperaturen zwischen minus 40 und minus 50 Grad Celsius und im Sommer sind es 30 bis 40 Grad Hitze. Zehn Jahre sucht er vergebens nach Öl, in denen auch seine Forschungen von anderen Wissenschaftlern angezweifelt werden. Doch nach der ersten erfolgreichen Bohrung zieht er immer weiter durch das Land, manchmal auch gegen den Willen seiner Vorgesetzten, so überzeugt ist er davon, immer neue Erdölvorkommen zu finden.
Die nächsten Aufnahmen werden auf einem nordwärts fahrenden Passagierschiff auf dem Irtysch gedreht, der jedes Jahr nur etwa fünf Monate schiffbar ist. Es ist August und das Schiff ist voller Menschen, die einen sind Leute aus dem Norden, wie Geologen und Erdölarbeiter, die sich zwei bis drei Monate im Süden erholt haben und die anderen fahren das erste Mal in diese Richtung. Sie machen auf dem Schiff eine Urlaubsfahrt, um die Schönheiten des Stromes zu erkunden oder fahren zu einer neuen Arbeitsstelle. Unter den Passagieren befinden sich ein Tierarzt, der auf einer Nerzfarm arbeiten wird und eine Studentin aus Kasachstan, die auch nach ihrem Technikum weiter in Sibirien bleiben will. Parallel zum Schiff fahren schwer beladene Frachtschiffe, die alles nach Norden bringen, was dort benötigt wird, denn ganze Städte werden auf diese Weise transportiert.
Wir sehen Neubauten einer neuen Stadt, in der vor zehn Jahren nur einige über hundertjährige Hütten standen. Die vielen neuen Bewohner haben auch Autos, mit denen sie auch irgendwo hin fahren wollen. Dazu sind Straßen erforderlich, die schwer zu bauen sind. Es ist eine Gegend, in der das Moor über zehn Meter tief ist und dort deshalb nur im Winter gearbeitet werden kann. Es ist schon vorgekommen, dass ganze Fahrzeugkolonnen versunken sind und sich die Fahrer nur noch knapp retten konnten. Die Grundlage für die Straßen sind Baumstämme die mit, von sehr weit hergeholten, Sand zu Dämmen aufgeschüttet werden. Ähnlich ist es auch mit dem Gleisbau für die Eisenbahn. Im Winter wird dafür die Basis geschaffen und im Sommer werden dann die Gleisbauarbeiten durchgeführt. Hier beobachten die Filmleute eine Baubrigade bei ihrer Arbeit. Die meisten jungen Leute kommen aus der Ukraine und geben als Hauptgrund für ihre Verpflichtung die Romantik an, was aber keiner so richtig begründet. Ein Grund, der aber nicht laut gesagt wird, ist der „Nordzuschlag“. Wer hier arbeitet verdient etwa dreimal so viel, wie im Rest der Sowjetunion. Da sehen sie auch darüber hinweg, dass es noch keine Infrastruktur gibt, wie es ihnen versprochen wurde. Die meisten bleiben dann noch mehr Jahre, als sie sich ursprünglich verpflichtet hatten.
Aber auch die Arbeit an einem Bohrturm wird gezeigt. Die Arbeiter kommen aus über 800 Kilometer Entfernung mit dem Flugzeug und Hubschrauber in die Taiga geflogen, da es noch keine anderen Verbindungen gibt. Die gezeigten Arbeiter gehören einem Kollektiv an, welches für besonders wichtige Aufgaben zuständig ist, denn sie machen die Probebohrungen, die von den Geologen festgelegt werden. Sie sind immer sechs Tage im Einsatz und haben dann wieder frei. Zu jedem Bohrturm gehört auch eine eigene Köchin. Auf die Bitte der Filmleute etwas über ihre Arbeit zu erzählen antworten sie, dass diese lieber zuschauen sollen, dann können sie viel mehr erfahren. Sie betonen aber, dass sie ein Team sind, welches seit vielen Jahren zusammen arbeitet.

## Produktion und Veröffentlichung
Nordzuschlag – Sibirische Charaktere wurde von der KAG DEFA-Augenzeuge auf ORWO-Color unter dem Arbeitstitel Begegnungen in der SU gedreht.
Die DDR-Premiere fand im Rahmen des IV. Festivals des sowjetischen Kino- und Fernsehfilms in der DDR am 2. November 1975 im Berliner Kino Kosmos statt. Der Anlauf in den Kinos der DDR erfolgte am 21. November 1975 anlässlich der XVIII. Internationalen Leipziger Kurz- und Dokumentarfilmwoche für Kino und Fernsehen. Im Fernsehen der DDR wurde der Film das erste Mal am 26. September 1976 im 2. Programm gesendet.

## Kritik
Horst Knietzsch äußerte sich im Neuen Deutschland in einem Bericht über die Internationale Leipziger Kurz- und Dokumentarfilmwoche für Kino und Fernsehen in Leipzig folgendermaßen:

„Der DDR-Beitrag ‚Nordzuschlag – Sibirische Charaktere‘ (Regie: Karl-Heinz Mund) brachte eine lebendige Begegnung mit Menschen und Landschaft dieses in großen Veränderungen begriffenen Gebietes. Offenherzig gaben Städtebauer, Geologen, Vertreter verschiedener Berufe und Nationalitäten vor der Kamera Auskunft über ihre Motive, Sibirien zu ihrer neuen Heimat zu wählen.“

## Auszeichnungen
- 1975: IX. Internationale Moskauer Filmfestspiele: Silberner Preis